# Давид Шмаяц
Давид Шмаяц (9 січня 1989, Предослє) — словенський футбольний арбітр. Арбітр ФІФА та УЄФА з 2019 року. З 2018 року судить матчі в Першої ліги.

## Суддівська кар'єра
7 квітня 2018 року Шмаяц обслужив свій перший матч у Першої ліги Словенії. У матчі між «Рударом Веленьє» та НК «Алюміній» (4–2) арбітр двічі показав жовту картку.
Свій перший міжнародний матч на рівні збірних команд Давид Шмаяц відсудив 29 березня 2022 року, коли Боснія і Герцеговина перемогла Люксембург у товариському матчі з рахунком 1–0. Єдиний гол забив Едін Джеко. У цьому матчі Шмаяц показав чотири жовті картки: боснійцю Деннісу Хаджикадунічу та люксембуржцям Герсону Родрігесу, Вінсенту Тіллу та Вахіду Селімовичу.

## Міжнародні матчі
| Дата            | Місце                        | Матч                              | Результат | Турнір                                   | ЖК | YK · YK · RK | RK |
| --------------- | ---------------------------- | --------------------------------- | --------- | ---------------------------------------- | -- | ------------ | -- |
| 29 березня 2022 | Зениця, Боснія і Герцеговина | Боснія і Герцеговина — Люксембург | 1 — 0     | товариський                              | 4  | 0            | 0  |
| 21 вересня 2022 | Серравалле, Сан-Марино       | Сан-Марино — Сейшельські Острови  | 0 — 0     | твариський                               | 3  | 0            | 0  |
| 7 вересня 2023  | Варшава, Польща              | Польща — Фарерські острови        | 2 — 0     | Кваліфікація чемпіонату Європи 2024 року | 3  | 0            | 0  |
| 12 жовтня 2024  | Пловдив, Болгарія            | Болгарія — Люксембург             | 0 — 0     | Ліга націй 2024/25                       | 11 | 0            | 0  |